# Asediul Belgradului (1456)
Asediul Belgradului din anul 1456 a avut loc atunci când o armată a Imperiului Otoman, condusă de sultanul Mehmed al II-lea, a atacat o armată condusă de Ioan de Hunedoara, pe atunci regent al Regatului Ungariei, care apăra cetatea Belgradului. 
După căderea Constantinopolului, Imperiul Otoman condus de sultanul Mehmed al II-lea și-a continuat expansiunea teritorială în Europa, pregătindu-se să cucerească entitatea statală următoare, Regatul Ungariei. Deși Țara Românească și Moldova erau la timpul respectiv țări vasale Porții Otomane, pătrunderea în Europa de pe teritoriile celor două provincii istorice românești prin cucerirea Transilvaniei ar fi fost dificil de efectuat din cauza granițelor naturale ale Carpaților Orientali și Meridionali, lungimii traseului și, mai ales, din cauza organizării sociale, economice, administrative și militare a Voievodatului Transilvaniei, care ar fi fost o entitate statală mult prea greu de învins.
Ca atare, calea firească de urmat a fost prin teritoriul Serbiei de azi, a cărei mare parte fusese deja cucerită și se afla sub stăpânire otomană.  Singura piedică reală era cetatea de frontieră (în maghiară végvár) a orașului Belgrad (în maghiară Nándorfehérvár), aflat la acea dată sub stăpânire maghiară.  Regentul Ungariei de atunci, Ioan de Hunedoara, membru de seamă al familiei Huniade, având experiența de peste două decenii de lupte împotriva otomanilor, se așteptase și se pregătise corespunzător și îndelung împotriva acestui atac.
Asediul s-a transformat într-o bătălie de mare importanță, în al cărei final Ioan a condus un contraatac spontan care a învăluit tabăra turcească, sultanul însuși fiind rănit și scăpând cu viață cu greutate. S-a spus de atunci că „bătălia de la Belgrad a decis soarta lumii creștine”.
În cinstea victoriei, papa Calixt al III-lea a cerut ca fiecare biserică să tragă clopotele la prânz, obicei păstrat și astăzi în toată lumea creștină.

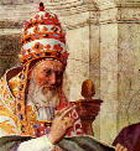
Papa Calixt al III-lea

## Pregătirile

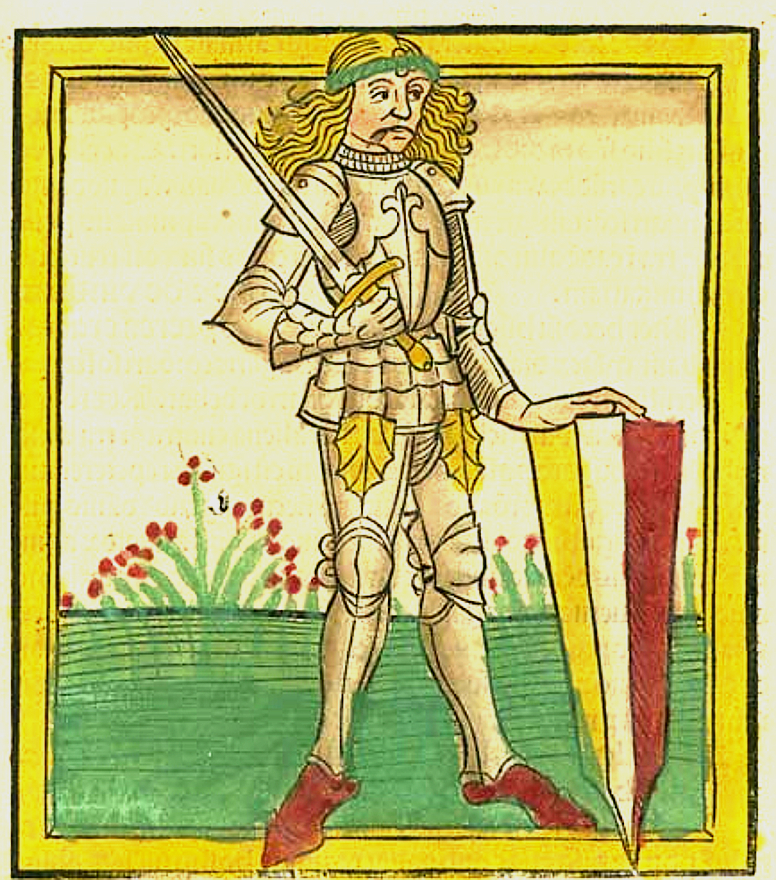
Ioan de Hunedoara, conform unei gravuri a timpului

Spre sfârșitul anului 1455, Ioan de Hunedoara a început pregătirile de luptă, după o reconciliere publică cu oponenții săi.  A aprovizionat și înarmat cetatea Belgradului pe cheltuiala proprie, lăsând-o sub comanda cumnatului său Mihai Szilágyi și a fiului său mai mare, Ladislau Huniade (în maghiară Hunyádi László), după care a strâns și organizat o armată auxiliară și o flotă de aproximativ două sute de caravele.  Este demn de remarcat efortul lui Huniade de a fi făcut totul pe cont propriu, întrucât alți nobili nu au dorit să-l ajute, temându-se mai mult de influența sa din ce în ce mai mare, atât în Ungaria cât și în întreaga Creștinătate, decât de amenințarea otomanilor.
Un călugăr franciscan aliat cu Huniade, Ioan de Capistrano, a predicat atât de convingător despre imperativul existenței unei cruciade antiotomane încât foarte mulți țărani și fermieri slab echipați (majoritatea aveau doar praștii și coase), dar plini de entuziasm, s-au adunat sub stindardul lui Huniade. Nucleul armatei acestuia era format dintr-un grup de mercenari cu experiență și câțiva călăreți din rândul nobilimii. În total, Huniade a reușit să adune o armată de aproximativ 25-30 000 oameni.

## Asediul

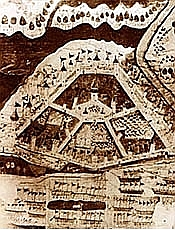
Asediul cetății Belgrad, 1456 (După un manuscris turc din secolul al XV-lea)

Înainte ca Huniade să adune acest efectiv, armata lui Mehmed (160.000 oameni după estimările vremii, 60 - 70.000 conform studiilor mai recente) a sosit în apropierea cetății Belgradului. Cumnatul lui Huniade, Mihai Szilágyi, avea doar circa 5 - 7.000 de apărători în cetate.
Mehmed a început să asedieze cetatea de la baza promontoriului, tunurile sale deschizând focul asupra zidurilor la data de 29 iunie 1456.  Asaltul propriu-zis a început în ziua de 4 iulie.  Sultanul Mehmed și-a desfășurat armata în trei secțiuni: corpul Rumelian pe flancul drept, corpul Anatolian pe flancul stâng, iar în mijloc erau gărzile personale ale sultanului, ienicerii și comandamentul.  Ienicerii și anatolienii erau trupe de infanterie grea.  Corpul Anatolian avea majoritatea celor 300 de tunuri, iar flota otomană de aproximativ 200 de vase fluviale avea restul.  Flota era postată în principal la nord-vestul cetății, pentru a supraveghea terenul și a împiedica aprovizionarea apărătorilor.  Râul Sava, aflat la sud-vest de zona centrală a atacului, era supravegheat pentru a împiedica un eventual atac al armatei lui Huniade asupra infanteriei otomane.  La est, Dunărea era păzită de spahii, corpul de cavalerie ușoară a  sultanului, pentru a evita un atac pe partea dreaptă.  Acestor forțe formidabile li s-au opus doar cei aproximativ 7.000 de apărători din cetate, care au fost ajutați și de locuitorii din jurul orașului.

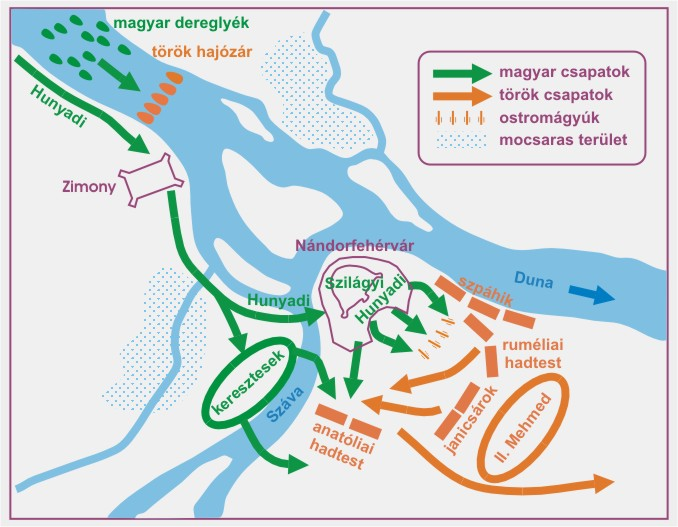
Schiță modernă, cu explicații în maghiară, indicând pozițiile armatelor combatante.

Când Huniade a aflat aceste vești, se afla în sudul Ungariei recrutând trupe adiționale de cavalerie ușoară pentru armata cu care intenționa să reziste invadatorilor.  Deși puțini nobili s-au arătat dornici să ofere ajutor, țăranii nu au ezitat să se ofere ca voluntari.  Călugărul Giovanni da Capistrano, un excelent orator, a fost trimis în Ungaria de Vatican cu două scopuri clare, de a propovădui împotriva "ereticilor" creștini ortodocși și pentru a populariza o cruciadă împotriva otomanilor.  El a reușit să strângă o armată destul de mare, deși fără experiență și slab echipată, cu care s-a îndreptat spre Belgrad. Capistrano și Huniade au călătorit împreună, dar și-au comandat trupele separat. Împreună au avut aproximativ între 40.000 și 50.000 oameni.
În acest timp, apărătorii Belgradului s-au bazat în principal pe formidabilele ziduri ale cetății, care la acea vreme se număra printre cele mai fortificate și bine construite din Balcani. După ce Belgradul a fost ales capitala Principatului sârb de către despotul Stefan Lazarevič în 1404, urmând bătăliei de la Angora, s-au depus eforturi majore pentru a transforma vechiul castel bizantin într-o capitală puternic fortificată.  Anticipând raiduri otomane după refacerea acestora în urma înfrângerii suferite din partea mongolilor, au fost studiate și folosite tehnici avansate de construcții militare utilizate la fortărețele bizantine și arabe din perioadele de conflict începute la mijlocul secolului al XI-lea, în care acțiunile militare ale turcilor otomani și selgiucizi au transformat Orientul Apropiat.

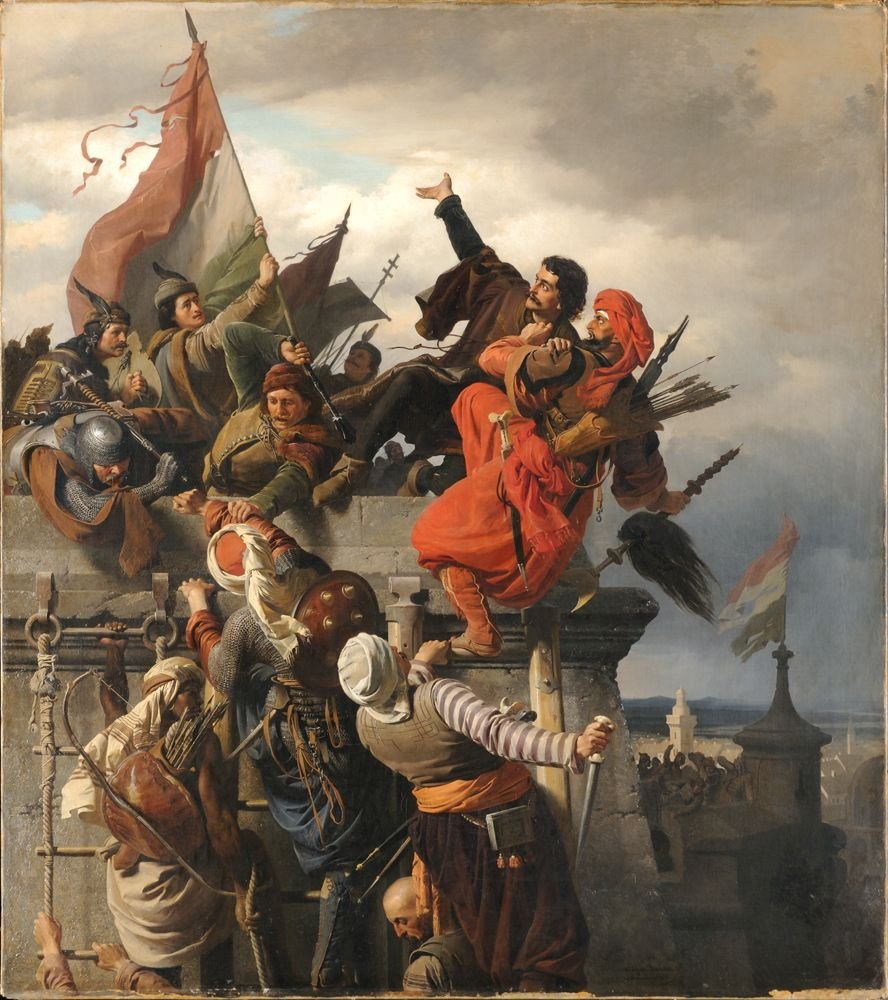
Pictura Eroismul lui Titus Dugović a lui Sándor Wagner datează din secolul al XIX-lea, realizată într-o manieră mixată de baroc târziu și academism.

Arhitectura cetății a fost foarte elaborată, aceasta având trei linii de apărare: castelul interior cu palatul și donjonul imens; orașul de sus cu principalele tabere militare, având patru porți și un zid dublu; și orașul de jos, cu catedrala din centrul urban și un port la Dunăre.  Toate acestea erau separate cu ingeniozitate de șanțuri, porți și ziduri înalte.  Acest proiect a fost unul din cele mai elaborate realizări ale arhitecturii militare din Evul Mediu.  După asediu, ungurii au fortificat laturile de nord și de est cu mai multe turnuri, unul din ele, turnul Nebojsa, fiind conceput ca având specific de artilerie.
La data de 14 iulie 1456, Huniade a ajuns la Belgrad și a penetrat blocada navală otomană de pe Dunăre, scufundând trei galere, respectiv reușind să captureze patru vase mari și douăzeci mai mici, după care a încercuit complet orașul cu flotila sa, în timp ce vasele turcești erau în dezordine.  Distrugând flota sultanului, Huniade a reușit să-și transporte trupele și proviziile necesare în oraș.  De asemenea, apărarea cetății a fost întărită.
Mehmed a dorit să continue asaltul, iar după o săptămână de bombardamente intense ale artileriei otomane, zidurile cetății au fost dărâmate și penetrate în mai multe locuri.  La 21 iulie Mehmed a poruncit un atac total care a început la apusul soarelui și a continuat toată noaptea.  Armata sa a năvălit asupra zidurilor orașului și a început asediul fortăreței.  Acesta s-a dovedit a fi momentul crucial al asediului.  Huniade a dat ordin apărătorilor să arunce peste ziduri butuci dați prin gudron și alte materiale inflamabile, după care acestea au fost aprinse.  După scurt timp un zid de flăcări a separat ienicerii luptând în oraș de camarazii lor care încercau să pătrundă prin breșele create în zidurile orașului de sus.  Bătălia crâncenă dintre ienicerii încercuiți și oștenii lui Szilágyi din orașul de sus se înclina în favoarea creștinilor, care au reușit să respingă atacul feroce din afara zidurilor. Ienicerii  rămași în interiorul orașului au fost așadar măcelăriți, în timp ce trupele otomane care au încercat să pătrundă în orașul de sus au suferit pierderi grele. Când un soldat otoman aproape a reușit să pună steagul sultanului pe vârful unui bastion, un soldat pe nume Titus Dugović l-a înșfăcat și împreună au căzut de pe ziduri. (Pentru această faptă eroică, regele Ungariei Matei Corvin, fiul lui Ioan Huniade, l-ar fi înnobilat pe fiul lui Titus trei ani mai târziu.)

## Bătălia

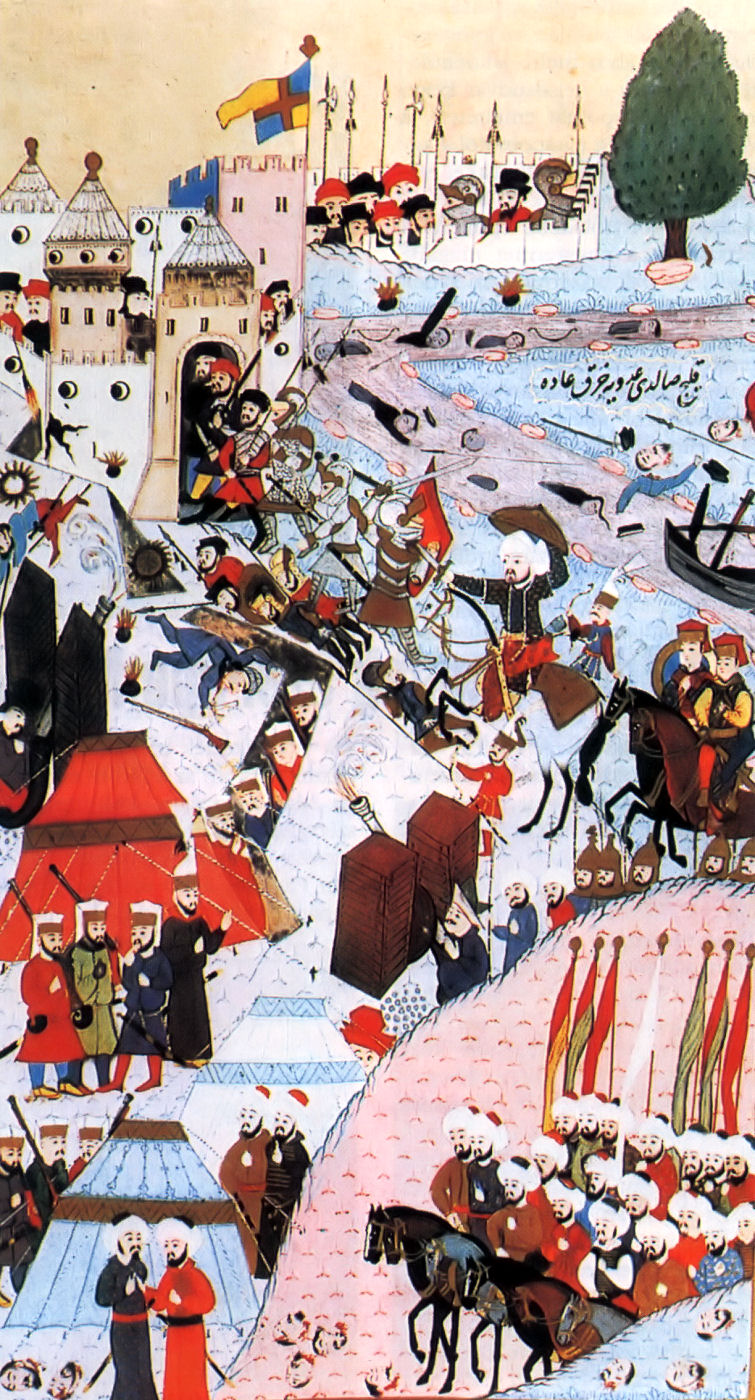
Asediul Belgradului din 1456 (pictură turcească din 1584).

A doua zi, 22 iulie, a avut loc un eveniment neașteptat. Conform unor surse, armata țăranilor a început o acțiune de atac spontană, care i-a făcut pe Capistrano și Huniade să profite de situație.  În ciuda ordinelor lui Ioan de a nu efectua  razii asupra pozițiilor otomane, unele unități s-au furișat din meterezele prăbușite, au ocupat poziții nu departe de linia inamicilor și au început să-i hărțuiască pe aceștia.  Spahiii au încercat fără succes să împrăștie aceste unități.  Ca răspuns, mai mulți creștini s-au alăturat celor din afara zidurilor. Ceea ce începuse ca un incident izolat s-a transformat rapid într-o bătălie în toată regula.
Da Capistrano a încercat să ordone oamenilor săi să se retragă în cetate, dar s-a trezit înconjurat de aproximativ 2000 de cruciați.  A început atunci să-i conducă spre liniile otomane, strigând, "Domnul a făcut începutul, tot El va avea grijă de sfârșit!"
Da Capistrano a condus trupele sale spre ariergarda turcească, peste râul Sava.  În acest timp, Huniade a început un atac disperat din cetate, încercând să ocupe pozițiile artileriei otomane.

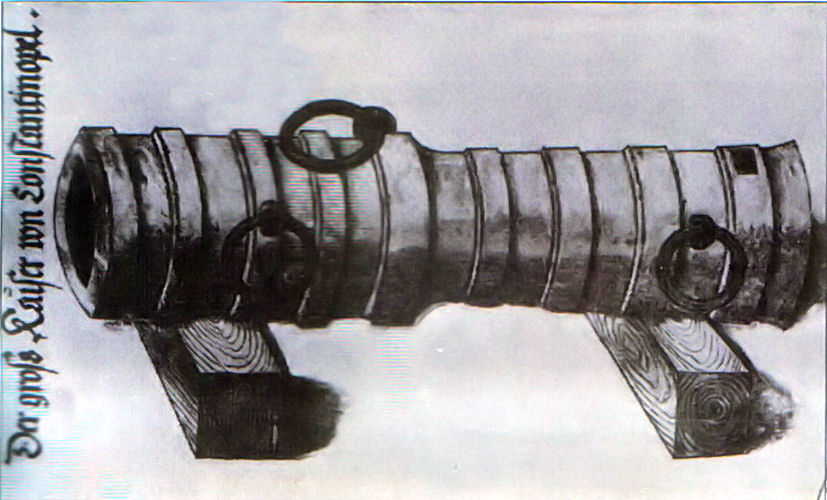
Schiță a unui model de tun folosit de turci la Cucerirea Constantinopolului, care erau (încă) în dotarea armatei otomane la data asediului Belgradului.

Surprinși de aceste evenimente neobișnuite și, după relatările unor cronicari ai vremii, paralizați de o teamă inexplicabilă, turcii au fost puși pe fugă.  Cei 5000 de ieniceri din garda sultanului au încercat cu disperare să oprească panica și să recupereze tabăra, dar până atunci trupele lui Huniade s-au alăturat celor ale lui da Capistrano, iar eforturile otomanilor au devenit fără speranță.  Sultanul însuși a intrat în luptă cu curajul său recunoscut, dar a fost rănit de o săgeată (din fericire pentru el neotrăvită) și și-a pierdut cunoștința.  După bătălie, trupele maghiare au primit ordin să înnopteze la adăpostul zidurilor cetății și să fie pregătiți pentru o posibilă ripostă a turcilor, dar aceștia nu au mai contraatacat.
Sub acoperirea nopții, otomanii s-au retras în grabă, încărcând răniții în 140 de căruțe trase de cai.  Ajuns în orașul Sarona, Mehmed și-a revenit.  La aflarea veștilor că a fost învins, majoritatea ofițerilor săi uciși în luptă și tabăra și echipamentul au fost abandonate, tânărul sultan de numai 24 de ani abia a putut fi împiedicat să se sinucidă prin otrăvire.  Atacul surpriză al creștinilor a provocat pierderi masive și haos total în rândurile otomanilor.  Așadar, în timpul nopții de 22 spre 23 iulie sultanul învins și-a retras restul trupelor și s-a întors la Constantinopol.

## Consecințe
Victoria i-a costat însă foarte scump pe apărători, din cauza faptului că o epidemie de ciumă a izbucnit în oraș, atât Giovanni da Capistrano cât și Ioan Huniade numărându-se printre victimele acesteia la doar câteva săptămâni după terminarea bătăliei (Huniade a murit la data de 11 august 1456, iar Capistrano în 23 octombrie a aceluiași an).
Deși cetatea a rezistat cu succes asediului, distrugerile au fost foarte mari.  Ca atare, au fost necesare lucrări masive de reparații și de îmbunătățiri.  Zidurile de est, pe unde otomanii au pătruns în orașul de sus, au fost fortificate prin adăugarea porții Zindan și a turnului masiv Nebojsa.  Acestea au fost ultimele modificări aduse cetății până în anul 1521, când a fost cucerită de sultanul Suleiman Magnificul.

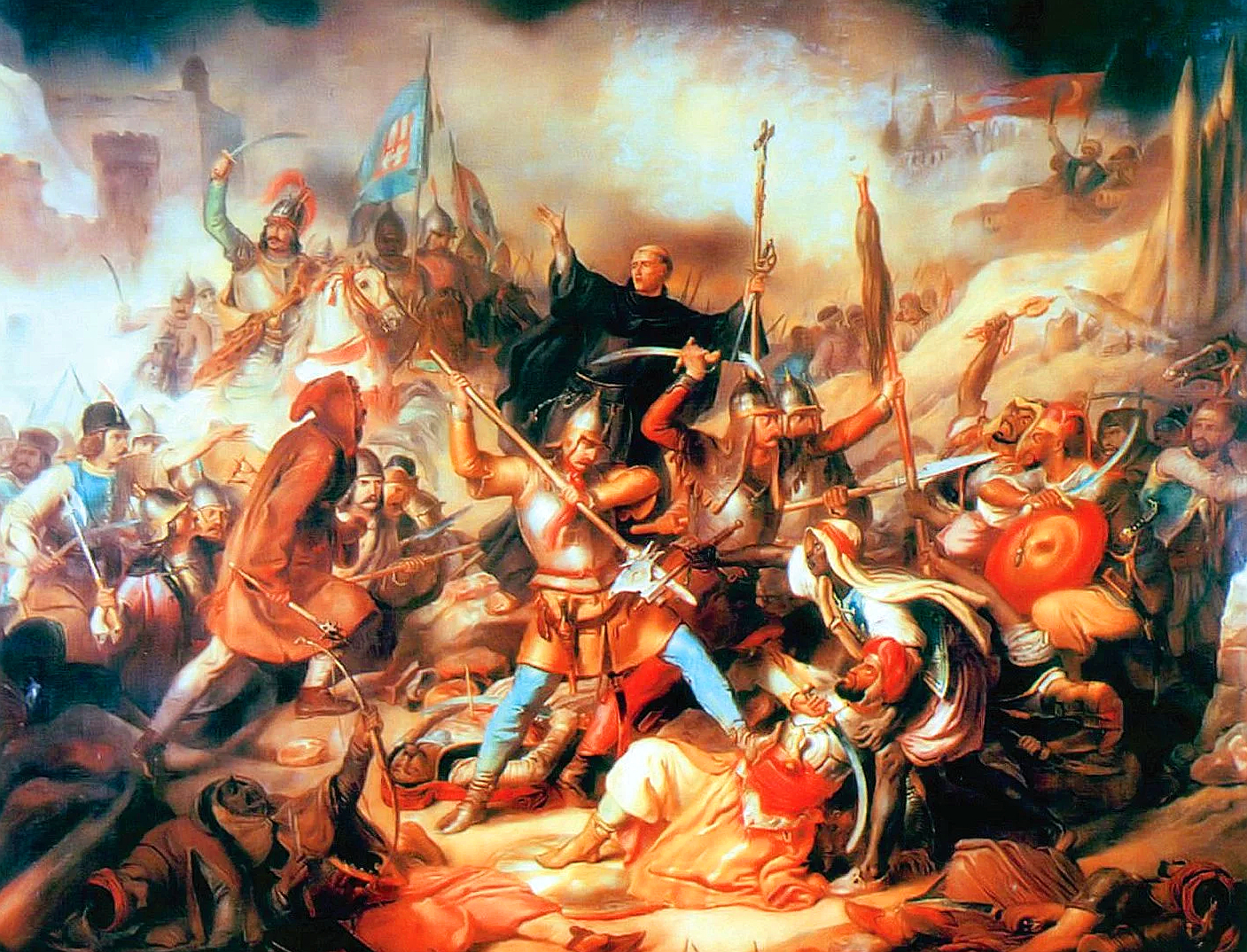
Bătălia de la Belgrad, pictură maghiară din secolul XIX. În mijloc se află Giovanni da Capistrano ridicând crucea.

Victoria a avut ca rezultat oprirea extinderii Imperiului Otoman înspre Europa Occidentală pentru următorii 70 de ani, deși turcii au mai avut și alte incursiuni - ca de exemplu ocuparea cetății Otranto (în 1480 - 1481) și raidurile din Croația și Stiria din 1493.  Belgradul a continuat să apere Ungaria și implicit creștinătatea centrului și vestului Europei de atacurile turcești până la căderea sa în mâna otomanilor, în anul 1521.
În timpul asediului, Papa Callixt al III-lea a dat ordin să se tragă clopotele de amiază, pentru a chema credincioșii să se roage pentru apărători - dar cum în multe locuri știrea victoriei a ajuns înaintea ordinului, scopul acestuia s-a transformat în comemorarea victoriei, iar Papa a modificat ordinul conform acestei interpretări.  Așadar clopotele de amiază sună și în ziua de astăzi în memoria victoriei lui Ioan Huniade la Belgrad.
După ce bătălia a oprit avansarea lui Mehmed spre Centrul Europei, Serbia și Bosnia au fost anexate Imperiului Otoman. Valahia, Hanatul Tătar al Crimeei și în cele din urmă Moldova nu au putut fi practic niciodată cucerite datorită rezistenței militare puternice și ca atare au fost transformate în state vasale.  Au existat mai multe motive pentru care sultanul nu a atacat direct Ungaria și pentru care a renunțat la ideea de avansare în acea direcție după eșecul său de la Belgrad.  Dezastrul de la Belgrad a indicat că Imperiul nu putea să se extindă mai departe până când Serbia și Bosnia erau transformate în baze sigure de operațiuni.  În plus, puterea politică și militară considerabilă a Ungariei sub conducerea regelui Matei Corvin a avut fără îndoială de-a face cu această ezitare. Mehmed a fost preocupat și de rezistența celor două state românești "semi-independente" de la nordul Dunării (Valahia și Moldova), asupra cărora a încercat să-și impună controlul (întotdeauna parțial).

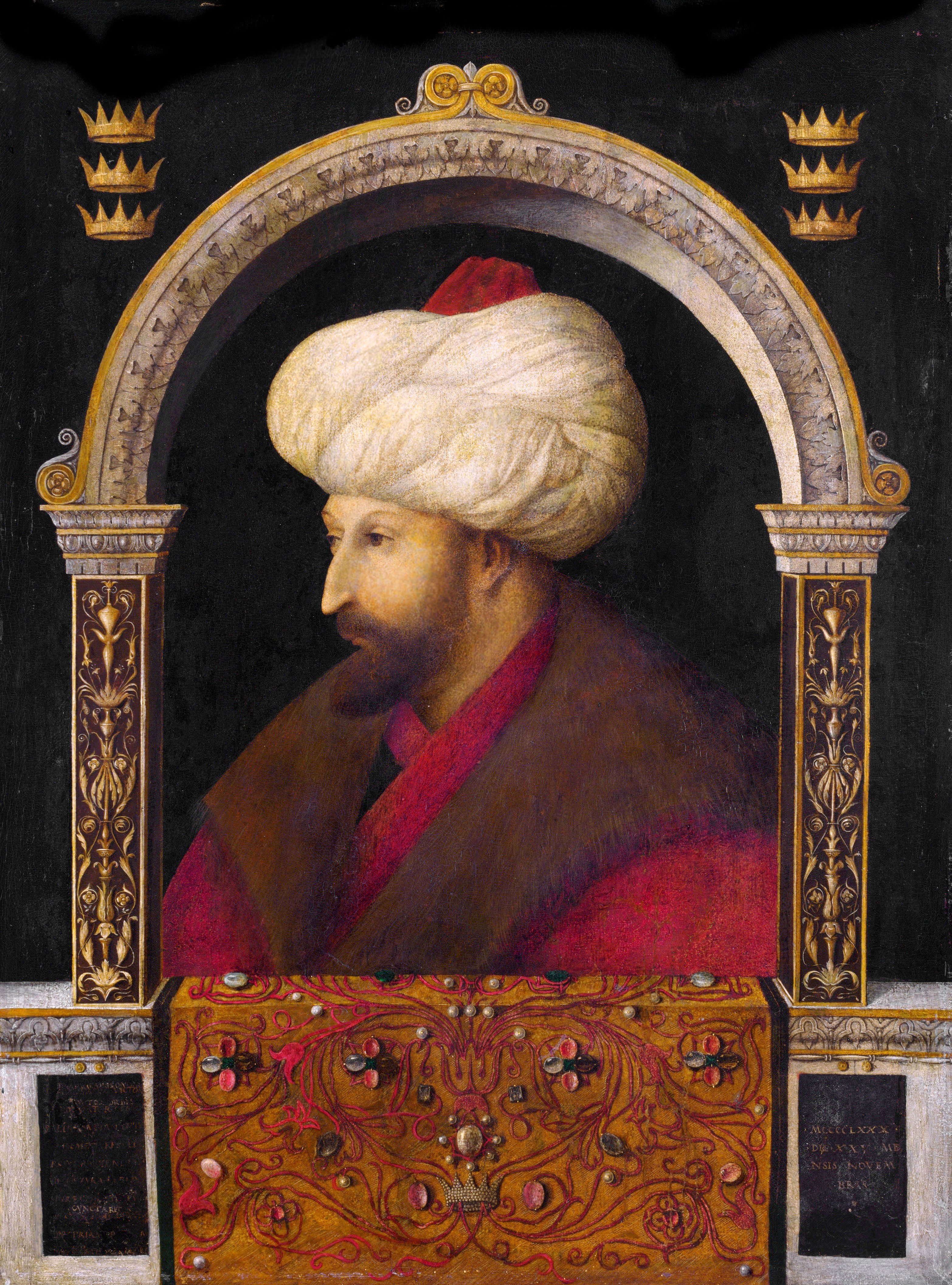
Sultanul Mehmed al II-lea, supranumit Cuceritorul, prezentat într-o pictură din 1507 a lui Gentile Bellini.

În volumul Dracula - Prince of Many Faces; His Time and His Life (în limba română, Dracula, prințul cu multe fețe, viața sa și timpul său) de Radu Florescu și Raymond T. McNally, autorii explică faptul că Mehmed a dorit, 6 ani ulterior anului 1456, să recucerească Belgradul pentru a obține acces spre Ungaria urmând cursul Dunării, dar a fost împiedicat datorită unei înfrângeri neașteptate și umilitoare suferită în fața lui Vlad Țepeș.  Numele sub care este cunoscută această înfrângere decisivă este atacul de noapte, care a avut loc în apropierea capitalei Țării Românești, Târgoviște, în noaptea de 17 iunie 1462.
Mai târziu, sultanul a intrat în conflict cu Ștefan cel Mare în Moldova, suferind o înfrângere și mai grea și umilitoare în bătălia de la Podul Înalt, și mai târziu obținând o victorie pirică la bătălia de la Valea Albă.  Ținând cont de ambiția sa agresivă și declarațiile sugerând că visa la cucerirea lumii, majoritatea istoricilor sunt de acord că Mehmed Cuceritorul a fost inițial interesat de cucerirea Ungariei și extinderea în Europa, dar a fost împiedicat de înfrângerea de la Belgrad și oprit de puterea militară a regelui Ungariei, Matei Corvin, ca și de rezistența aprigă a vasalilor valahi.  După cum declară Florescu și McNally, sultanul "a plănuit să lovească stâlpii civilizației europene și s-o aducă sub controlul său."
Victoria lui Huniade la Belgrad și efectele de lungă durată ale deciziilor sale politice (atât Vlad Țepeș cât și Ștefan cel Mare au ajuns la putere în timpul și cu ajutorul lui Huniade, iar acesta a făcut tot ce i-a stat în putere să-l instaleze pe fiul său Matei pe tronul Ungariei, ceea ce s-a și întâmplat ulterior) i-au scăzut considerabil redutabilului Mehmed șansele de a amenința semnificativ lumea creștină.  În același timp, visul suprem al lui Ioan - recucerirea creștină a Constantinopolului - nu s-a realizat niciodată. Huniade a ales să nu se implice într-un asediu al Constantinopolului pentru că știa că nu era suficient de pregătit din punct de vedere militar să lupte împotriva puternicei armate a lui Mehmed în acel moment.

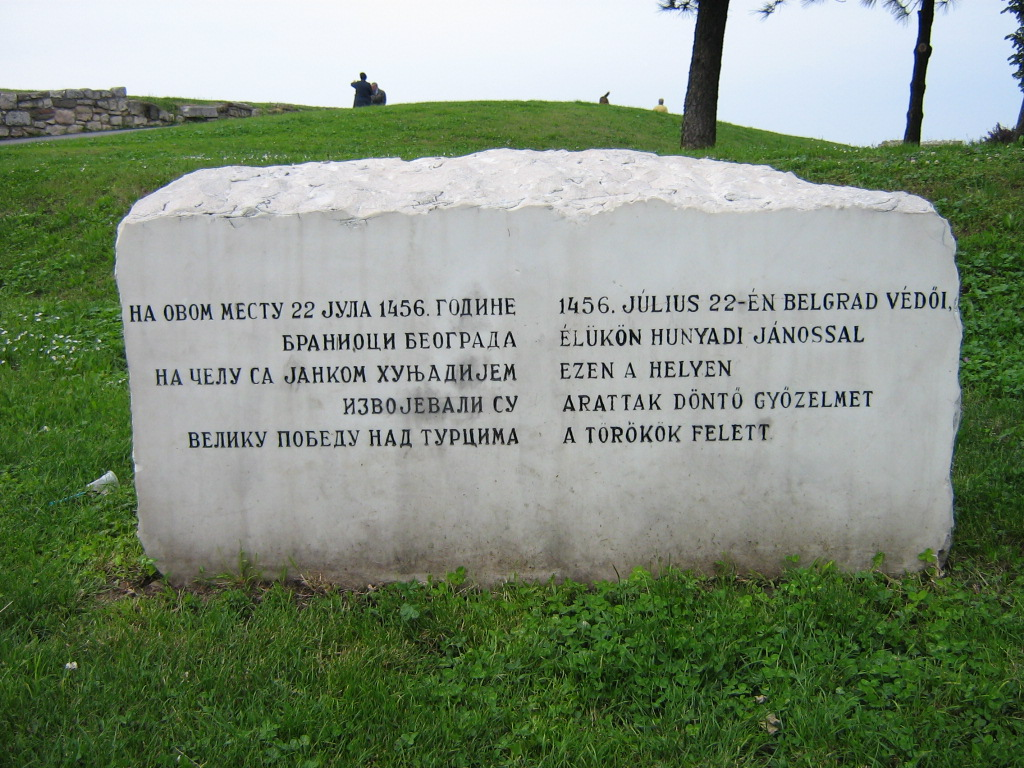
Piatră comemorativă a Bătăliei de la Belgrad din 1456 din parcul Kalemegdan din Belgrad.

Fiind un înțelept și versat lider militar și politic, Huniade a ales deliberat un țel perfect realist, protejarea Ungariei și fortificarea Balcanilor. Fiul său, Matei Corvin, care nu a împărtășit ideea unei cruciade antiotomane și a fost prea ocupat de dispute politice cu Sfântul Imperiu Roman pentru a fi un războinic agresiv ca tatăl său, a continuat rolul tatălui său de a se limita în principal la apărarea teritoriului propriu lăsându-i pe conducătorii din Balcani să ducă greul luptei împotriva Imperiului Otoman.
Deși rezistența dârză și abilitatea de conducător a lui Huniade au făcut ca ambițiosul Mehmed Cuceritorul să fie oprit în Balcani, sultanul reușise să transforme Imperiul Otoman într-una din cele mai temute puteri din Europa (și Asia) timp de câteva secole.  Marea parte a Ungariei a fost până la urmă cucerită în 1526 după înfrângerea Ungariei în bătălia de la Mohács.  Expansiunea otomană în Europa a continuat cu succes până la asediul Vienei din 1529, iar puterea otomană din Europa a  rămas de temut și a amenințat Europa Centrală până la bătălia de la Viena din 1683.